# Aposphragisma stannum
Espèce
Aposphragisma stannum est une espèce d'araignées aranéomorphes de la famille des Oonopidae.

## Distribution
Cette espèce est endémique de Singapour. Elle se rencontre dans la réserve naturelle de Bukit Timah

## Description
Le mâle holotype mesure 1,21 mm.

## Publication originale
- Thoma, Kranz-Baltensperger, Kropf, Graber, Nentwig & Frick, 2014 : The new Southeast Asian goblin spider genus Aposphragisma (Araneae, Oonopidae): diversity and phylogeny. Zootaxa, no 3798(1), p. 1-86.